# جوائز زي سيني
جوائز زي سيني (بالإنجليزية: Zee Cine Awards)‏ هو حفل يُقام سنوياً من قبل مجموعة زي الترفيهية لتكريم المتميزين في الأعمال الفنية والتقنية للمهنيين العاملين في صناعة السينما الهندية وافلام الناطقة بلغة الهند.

## الجوائز
كان حفل تقديم الجوائز يقام في مومباي إلى غاية سنة 2004, حيث أصبح الحفل عالميا وأقيم آنذاك في دبي، وخلال السنوات التالية أقيم في لندن، موريتوس، ماليزيا ولندن مرة أخرى. لم ينظم الحفل في 2009 و2010, لكن اتمم لاحقا سنة 2011 في سنغافورة. في 2012 نظم الحفل في كوتاي أرينا في مكاو.

### جوائز الاستحقاق
| - أفضل فيلم - أفضل مخرج - أفضل ممثل - أفضل ممثلة - أفضل ممثلة في دور ثانوي - أفضل ممثل في دور ثانوي - أفضل أداء في دور سلبي - أفضل أداء في دور كوميدي - أفضل مخرج واعد - أفضل ممثل واعد - أفضل ممثلة واعدة - أفضل مغنية - أفضل مغني - أفضل مدير موسيقى - أفضل شاعر غنائي | - أفضل فيلم - أفضل ممثل - أفضل ممثلة - أفضل مخرج - أغنية السنة | - أفضل قصة - أفضل سيناريو - أفضل حوار - أفضل اخراج فني - أفضل تصوير سينمائي - أفضل مونتاج - أفضل تصميم الرقصات - أفضل تسجيل الصوتي - أفضل التأثيرات الخاصة - أفضل تصميم حلى |

## روابط خارجية
- جوائز زي سيني على موقع IMDb (الإنجليزية)